# Campionati europei giovanili di nuoto 1994
I XXI Campionati europei giovanili di nuoto e tuffi si sono disputati nella sede di Pardubice per il nuoto e per i tuffi dal 4 agosto al 7 agosto 1994.
Hanno partecipato alla manifestazione le federazioni iscritte alla LEN; questi i criteri di ammissione:
- le nuotatrici di 14 e 15 anni (1980 e 1979) e i nuotatori di 16 e 17 (1978 e 1977)
- le tuffatrici e i tuffatori di 16, 17 e 18 anni (1978, 1977 e 1976) per la categoria "A"; Le ragazze e i ragazzi di 14 e 15 anni (1980 e 1979) per la categoria "B".

## Podi

### Uomini
| Evento               | Oro                       | Tempo    | Argento               | Tempo    | Bronzo           | Tempo    |
| Stile libero         |                           |          |                       |          |                  |          |
| 100 m                | Pieter van den Hoogenband | 50"85    | Maksim Koršunov       | 52"02    | Mitja Zastrow    | 52"13    |
| 200 m                | Pieter van den Hoogenband | 1'52"47  | Massimiliano Rosolino | 1'53"00  | Stefan Pohl      | 1'53"45  |
| 400 m                | Pieter van den Hoogenband | 3'56"45  | Emiliano Brembilla    | 3'56"46  | Sten Pohl        | 3'59"56  |
| 1500 m               | Emiliano Brembilla        | 15'30"68 | Sven Rehse            | 15'38"62 | Ihor Snitko      | 15'50"18 |
| Dorso                |                           |          |                       |          |                  |          |
| 100 m                | Bartosz Kizierowski       | 57"79    | Stev Theloke          | 57"84    | Maksim Koršunov  | 58"03    |
| 200 m                | Sébastien Joncourt        | 2'07"15  | Gregory Aime          | 2'08"13  | Jirí Vondrák     | 2'08"96  |
| Rana                 |                           |          |                       |          |                  |          |
| 100 m                | Roman Ivanovskij          | 1'03"63  | Stéphan Perrot        | 1'03"82  | Dmitrij Petrušin | 1'04"32  |
| 200 m                | Stéphan Perrot            | 2'16"17  | Massimo Parati        | 2'18"98  | Ben Haddenbrock  | 2'21"00  |
| Farfalla             |                           |          |                       |          |                  |          |
| 100 m                | Aleksej Kolesnikov        | 55"92    | Sven Rehse            | 56"49    | Maksim Zhuraviev | 56"69    |
| 200 m                | Stephen Parry             | 2'02"51  | Sven Rehse            | 2'02"71  | Stefan Lurz      | 2'05"30  |
| Misti                |                           |          |                       |          |                  |          |
| 200 m                | Aleksandr Golubev         | 2'05"82  | Sven Theloke          | 2'06"96  | Roman Ivanovskij | 2'07"09  |
| 400 m                | Gergo Kiss                | 4'28"21  | Aleksandr Golubev     | 4'29"81  | Sven Rehse       | 4'30"49  |
| Staffette            |                           |          |                       |          |                  |          |
| 4x100 m stile libero | Russia                    | 3'28"41  | Svezia                | 3'29"03  | Germania         | 3'29"74  |
| 4x200 m stile libero | Italia                    | 7'37"40  | Russia                | 7'38"41  | Svezia           | 7'39"30  |
| 4x100 m misti        | Russia                    | 3'49"26  | Francia               | 3'52"25  | Spagna           | 3'54"58  |

### Donne
| Evento               | Oro                 | Tempo   | Argento             | Tempo   | Bronzo             | Tempo   |
| Stile libero         |                     |         |                     |         |                    |         |
| 100 m                | Lorena Diaconescu   | 56"70   | Carmen Herea        | 56"97   | Meike Freitag      | 57"73   |
| 200 m                | Julia Jung          | 2'03"30 | Ioana Diaconescu    | 2'03"71 | Carmen Herea       | 2'03"92 |
| 400 m                | Julia Jung          | 4'15"72 | Kristyna Kynerová   | 4'18"86 | Andrea Muller      | 4'22"22 |
| 800 m                | Julia Jung          | 8'45"70 | Judit Kiss          | 8'50"22 | Kristyna Kynerová  | 8'54"48 |
| Dorso                |                     |         |                     |         |                    |         |
| 100 m                | Dagmara Komorowicz  | 1'04"12 | Kristina Goremykina | 1'04"46 | Catalina Casaru    | 1'05"59 |
| 200 m                | Kristina Goremykina | 2'16"46 | Ilaria Colaiacomo   | 2'17"88 | Katerina Pivonkova | 2'18"95 |
| Rana                 |                     |         |                     |         |                    |         |
| 100 m                | Olga Landik         | 1'11"44 | Olga Prokhorova     | 1'11"53 | Emma Igelström     | 1'11"98 |
| 200 m                | Olga Landik         | 2'33"69 | Kathrin Dumitru     | 2'35"02 | Beáta Kaminská     | 2'35"55 |
| Farfalla             |                     |         |                     |         |                    |         |
| 100 m                | Dagmara Komorowicz  | 1'03"25 | Ditte Jensen        | 1'03"49 | Diane Bui Buyet    | 1'03"72 |
| 200 m                | Julia Jung          | 2'17"40 | Tinka Dancevic      | 2'18"30 | Loredana Zisu      | 2'18"42 |
| Misti                |                     |         |                     |         |                    |         |
| 200 m                | Catalina Casaru     | 2'0"81  | Chiara Negrini      | 2'21"97 | Daniela Hornaková  | 2'22"31 |
| 400 m                | Julia Jung          | 4'54"12 | Pavla Chrástová     | 4'56"88 | Catalina Casaru    | 5'00"26 |
| Staffette            |                     |         |                     |         |                    |         |
| 4x100 m stile libero | Romania             | 3'52"74 | Regno Unito         | 3'55"26 | Russia             | 3'56"05 |
| 4x200 m stile libero | Germania            | 8'27"80 | Romania             | 8'31"45 | Bielorussia        | 8'33"18 |
| 4x100 m misti        | Russia              | 4'19"59 | Germania            | 4'20"22 | Romania            | 4'22"39 |

### Tuffi
| Evento                  | Oro              | Punti  | Argento             | Punti  | Bronzo              | Punti  |
| Uomini - categoria "A"  |                  |        |                     |        |                     |        |
| trampolino 1m           | Stefan Ahrens    | 530,20 | Yaroslav Makogin    | 489,85 | Francesco Priori    | 480,10 |
| trampolino 3m           | Yaroslav Makogin | 575,15 | Aleksandr Skripnik  | 560,35 | Stefan Ulrich       | 537,35 |
| piattaforma             | Heiko Meyer      | 542,10 | Vassili Lissovsky   | 527,75 | Yaroslav Makogin    | 527,50 |
| Ragazzi - categoria "B" |                  |        |                     |        |                     |        |
| trampolino 1m           | Philipp Riemann  | 343,40 | Richard Wegner      | 319,50 | Aljaksandr Varlamaŭ | 317,30 |
| trampolino 3m           | Igor' Lukašin    | 376,90 | Aljaksandr Varlamaŭ | 373,30 | Philipp Riemann     | 359,15 |
| piattaforma             | James Mountford  | 297,10 | Oleh Yanchenko      | 291,80 | Kozak               | 268,90 |
| Donne - categoria "A"   |                  |        |                     |        |                     |        |
| trampolino 1m           | Hanna Sorokina   | 410,95 | Anja Richter        | 384,55 | Kurdiumova          | 377,25 |
| trampolino 3m           | Hanna Sorokina   | 466,25 | Sandra Kloss        | 456,65 | Weber               | 454,65 |
| piattaforma             | Annett Gamm      | 378,15 | Anja Richter        | 366,65 | Coman               | 358,50 |
| Ragazze - categoria "B" |                  |        |                     |        |                     |        |
| trampolino 1m           | Ditte Kotzian    | 325,15 | Claudia Eißrich     | 320,65 | Korotkova           | 303,15 |
| trampolino 3m           | Dobrynina        | 352,00 | Ditte Kotzian       | 350,35 | Svitlana Serbina    | 347,55 |
| piattaforma             | Dobrynina        | 278,25 | Olga Khristoforova  | 369,15 | Claudia Eißrich     | 265,75 |

## Medagliere
- Nuoto

| Posizione | Paese         | Oro | Argento | Bronzo | Totale |
| --------- | ------------- | --- | ------- | ------ | ------ |
| 1         | Russia        | 9   | 5       | 4      | 18     |
| 2         | Germania      | 6   | 7       | 9      | 22     |
| 3         | Romania       | 3   | 3       | 5      | 11     |
| 4         | Polonia       | 3   | 0       | 1      | 4      |
| 5         | Paesi Bassi   | 3   | 0       | 0      | 3      |
| 6         | Italia        | 2   | 5       | 0      | 7      |
| 7         | Francia       | 2   | 3       | 1      | 6      |
| 8=        | Ungheria      | 1   | 1       | 0      | 2      |
| 8=        | Gran Bretagna | 1   | 1       | 0      | 2      |
| 10        | Rep. Ceca     | 0   | 2       | 3      | 5      |
| 11        | Svezia        | 0   | 1       | 2      | 3      |
| 12=       | Croazia       | 0   | 1       | 0      | 1      |
| 12=       | Danimarca     | 0   | 1       | 0      | 1      |
| 14        | Bielorussia   | 0   | 0       | 2      | 2      |
| 15=       | Ucraina       | 0   | 0       | 1      | 1      |
| 15=       | Spagna        | 0   | 0       | 1      | 1      |
| 15=       | Slovacchia    | 0   | 0       | 1      | 1      |
| Totale    |               | 30  | 30      | 30     | 90     |

- tuffi

| Posizione | Paese         | Oro | Argento | Bronzo | Totale |
| --------- | ------------- | --- | ------- | ------ | ------ |
| 1         | Germania      | 5   | 4       | 4      | 13     |
| 2         | Russia        | 3   | 3       | 3      | 9      |
| 3         | Ucraina       | 3   | 3       | 2      | 8      |
| 4         | Gran Bretagna | 1   | 0       | 0      | 1      |
| 5         | Austria       | 0   | 2       | 0      | 2      |
| 6=        | Romania       | 0   | 0       | 1      | 1      |
| 6=        | Polonia       | 0   | 0       | 1      | 1      |
| 6=        | Italia        | 0   | 0       | 1      | 1      |
| Totale    |               | 12  | 12      | 12     | 36     |